# Emanuel Cățe
Emanuel Ion Cățe (n. 30 iulie 1997, București, România) este un baschetbalist român care joacă pentru echipa U-BT Cluj-Napoca din Liga Națională și naționala României.

## Cariera profesională
În aprilie 2018, Cățe a participat la draftul NBA 2018. În sezonul 2019-20, a înregistrat o medie de 6,6 puncte și 3,5 recuperări pe meci. Pe 13 iunie 2020, Cățe a semnat cu UCAM Murcia.
Pe 3 iulie 2022 a semnat cu echipa U-BT Cluj-Napoca din Liga Națională.

## Cariera internațională
Cățe joacă la echipa națională de baschet a României, cu care a participat la EuroBasket 2017 .  La 20 de ani, a apărut în cinci dintre cele șase meciuri ale grupelor din România, cu o medie de 10,6 minute și 1,0 punct pe meci.